# Cimetière militaire Plus Douve Farm
Le cimetière militaire La Plus Douve Farm ou La Plus Douve Farm cemetery est un cimetière militaire britannique de soldats de la Première Guerre mondiale, situé dans le village belge de Ploegsteert. Le cimetière se trouve à 3,2 km au nord du centre du village et à 950 m au sud-est de Wulverghem. Il a été conçue par Charles Holden avec la collaboration de William Cowlishaw et est entretenu par la Commonwealth War Graves Commission. Le site a une forme irrégulière et est entouré d'un mur de briques. L'accès se fait par un pont au-dessus d'un fossé. La Croix du Sacrifice se dresse sur un plateau bas directement à la porte d'entrée. De l'autre côté de la ferme adjacente, à 90 m au nord, se trouve un cimetière annexe, le cimetière militaire de Ration Farm.
Il s'y trouve 345 tombes identifiées.

## Histoire
Il y avait deux fermes dans la vallée de la Douve. L'un d'eux, La Petite Douve, fut la cible d'une attaque réussie du 7th Canadian Infantry Battalion en novembre 1915. L'autre, qui était aux mains des Alliés pendant la majeure partie de la guerre, a été utilisé comme quartier général de bataillon. Le cimetière a été lancé par la 48e division (South Midland) en avril 1915 et utilisé jusqu'en mai 1918, date à laquelle il est tombé aux mains des Allemands lors de l'offensive allemande du printemps.
Aujourd'hui, 101 Britanniques, 88 Canadiens, 86 Australiens, 61 Néo-Zélandais et 9 Allemands y sont enterrés.

## Tombes

### Soldats distingués
- Edward Adams, capitaine dans l' infanterie australienne a reçu la Croix militaire (MC).
- le sergent-major de compagnie Joseph Bernard McGowan et le sergent Joseph Gordon Morris ont reçu la Médaille de conduite distinguée (DCM).
- Les caporaux Rupert James Bond, George Campbell Davies, Ernest Ellis Islip et Hubert Harry Styles Street et l'artilleur Harry Kingsnorth ont reçu la Médaille militaire (MM).

### Personnel militaire mineur
- Robert Edward Watson, soldat dans l' infanterie australienne, AIF avait 16 ans lorsqu'il a été tué au combat le 24 mars 1918.
- Siften Douglas Mann, soldat dans l' infanterie canadienne avait 17 ans lorsqu'il a été tué au combat le 30 décembre 1915.

### Alias
- Le caporal Frederick George Moody a servi sous le pseudonyme de Frederick George Minter dans l' infanterie australienne, AIF.
- Le soldat Alexander Sutherland King a servi dans l' infanterie canadienne sous le pseudonyme d' Alexander Sutherland.
- le soldat Hugh Wilson McCabe a servi dans l' infanterie canadienne sous le pseudonyme de J. Dennis.
- Le soldat Edwin Carey Whyte a servi dans l' infanterie canadienne sous le pseudonyme d' Edwin Carey.